# Saxifraga stolitzkae
Saxifraga stolitzkae är en stenbräckeväxtart som beskrevs av John Firminger Duthie, Adolf Engler och Irmsch.. Saxifraga stolitzkae ingår i Bräckesläktet som ingår i familjen stenbräckeväxter. Inga underarter finns listade i Catalogue of Life.

## Bildgalleri

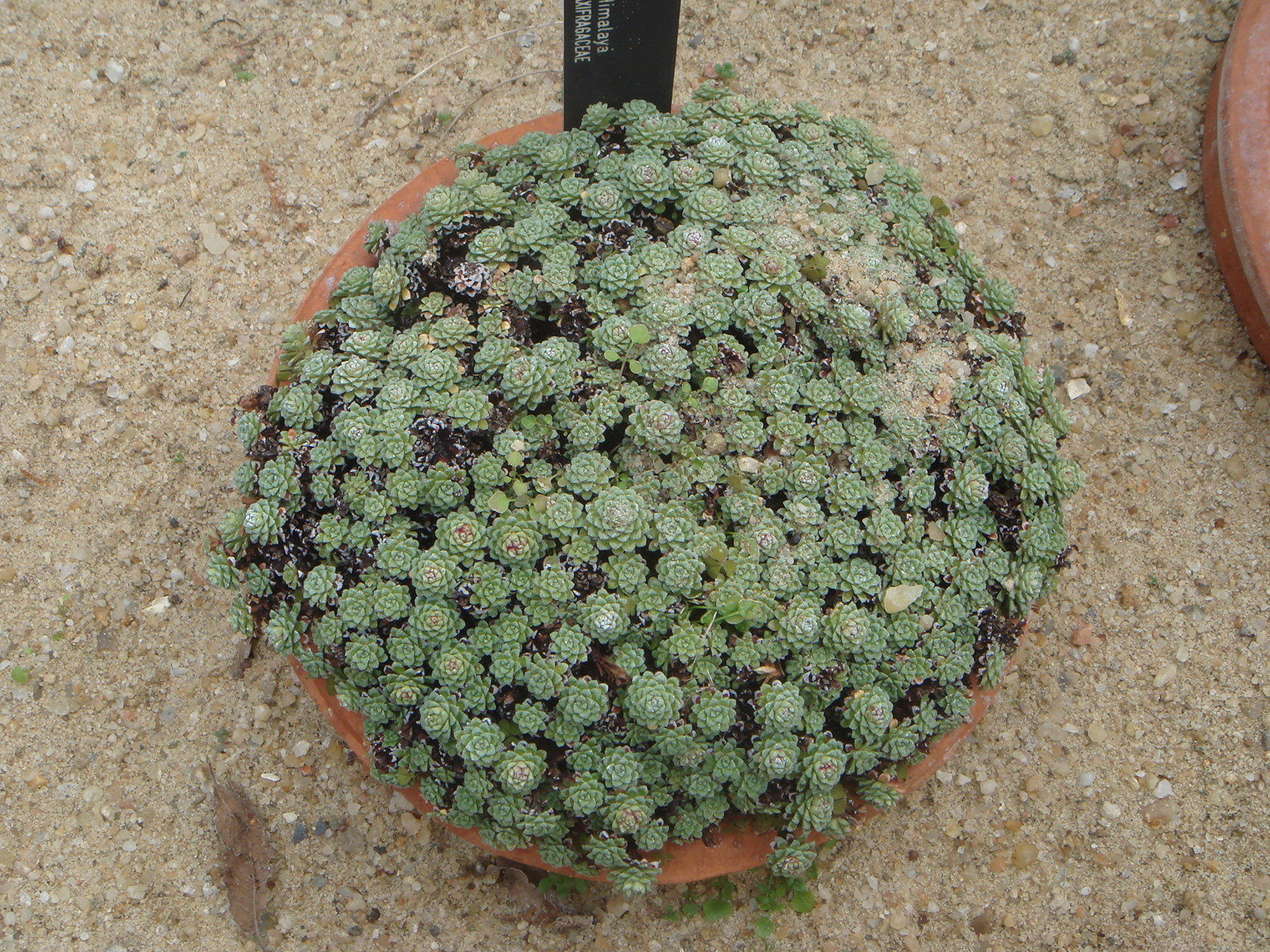